# Ryan Klesko

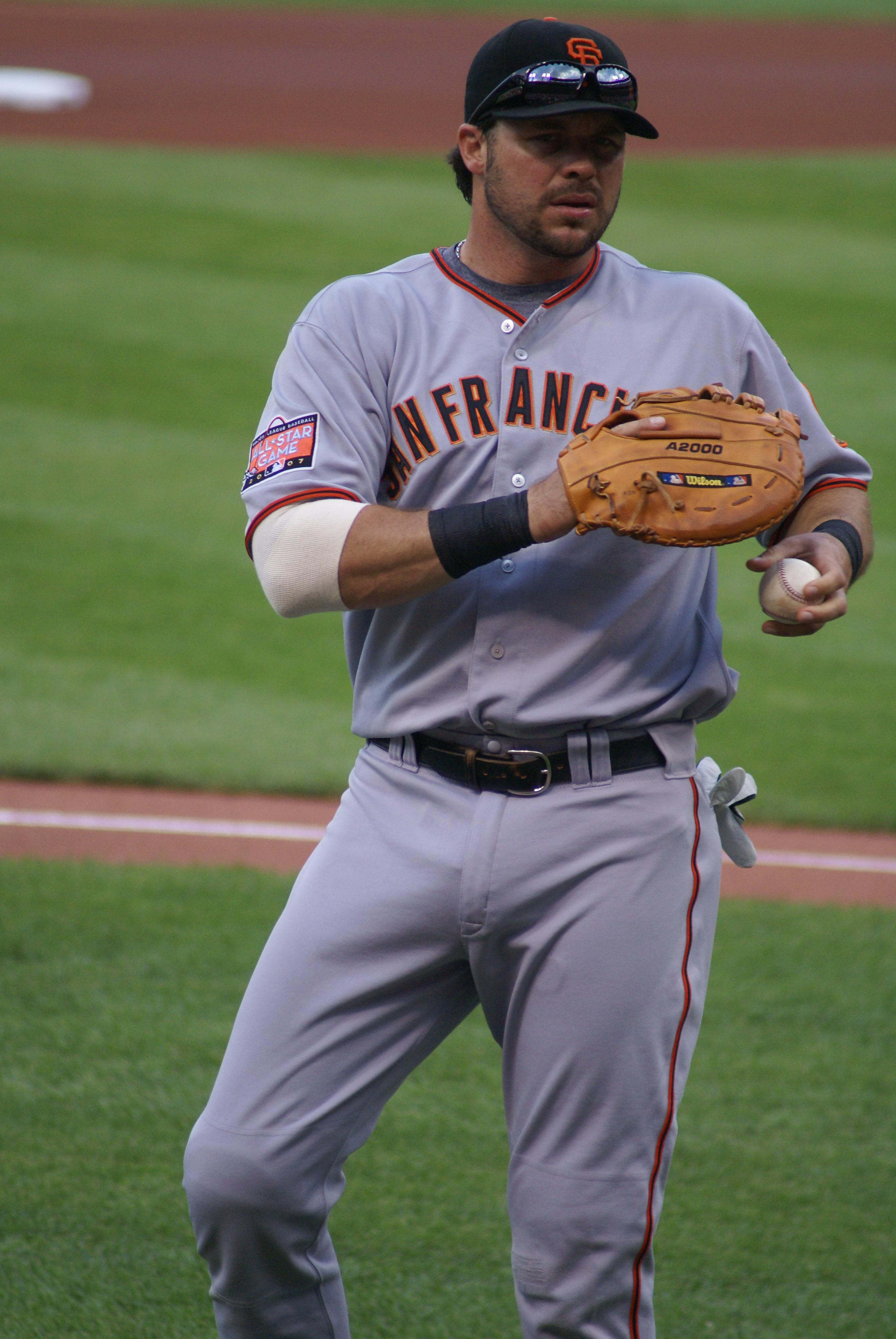
Imagem de Ryan Klesko.

Ryan Klesko é um ex-jogador profissional de beisebol norte-americano.

## Carreira
Ryan Klesko foi campeão da World Series 1995 jogando pelo Atlanta Braves. Na série de partidas decisiva, sua equipe venceu o Cleveland Indians por 4 jogos a 2.